# 科爾德克里克 (內華達州)
科爾德克里克（英語：Cold Creek）是位於美國內華達州克拉克縣的非建制地區。

## 地理
科爾德克里克所處的海拔為高於海平面1164米（即4803英呎），而該地所採用的時區為UTC-8，即太平洋时区（PST）。同時該地設有夏令時間，為UTC-8調快一小時，即UTC-7（PDT）。